# Illice uniplaga
Illice uniplaga är en fjärilsart som beskrevs av Gottfried Christian Reich 1936. Illice uniplaga ingår i släktet Illice och familjen björnspinnare. Inga underarter finns listade i Catalogue of Life.